# 鲁础营回族乡
鲁础营回族乡是中华人民共和国贵州省黔西南布依族苗族自治州兴仁市下辖的一个民族乡。

## 行政区划
鲁础营回族乡下辖以下村级行政区划单位：
鲁础营村、海丰村、清水河村、堵氽村、民族村、中兴村、索土村和孔白村。